# El Hadi Meziani
Pour les articles homonymes, voir Meziani.
El Hadi Meziani (en arabe : الهادي مزياني) est un artiste peintre et écrivain algérien en Tamazight variante chaoui, Il est également propriétaire et éditeur de l'Anzar Éditions et est membre du  réseau Awal des écrivains et chercheurs Amazight de la région des Aurès.

## Biographie
Marié à l'auteur Khadidja Saâd et ayant plusieurs enfants et cofondateur de l'Anzar Éditions avec son épouse. 
Il est membre du réseau Awal (mot) des écrivains et chercheurs Amazigh de la région des Aurès, ce réseau d’écrivains œuvre pour faire valoriser l’écriture en variante chaoui. El Hadi Meziani encadre également des cours de Tamazight au sein de l’Université Mohamed Khider de Biskra, organisés par l’Association New Perception.

## Édition Anzar
El Hadi Meziani a édité 14 livres en langue Tamazight dans les Aurès, des contes, des poésies, des dictionnaires et des livres d’histoire, pour Anzar Éditions.

## Livres
- (shy) El Hadi Meziani, Tirawal ⵜⵉⵔⴰⵡⴰⵢ, éditions Anzar,‎ 2015, 34 p. (ISBN 978-9931-9236-3-3), un guide d’apprentissage du chaoui [4],[5].

- (shy) El Hadi Meziani, Comment apprendre la langue tamazight, éditions Anzar, 2016, 87 p. (ISBN 978-9931-646-01-3), un dictionnaire de poche pour la langue chaoui[3].

- (shy) El Hadi Meziani, Amawal n Tujjya, éditions Anzar, 2017, 64 p. (ISBN 978-9931-646-07-5, lire en ligne), lexique de la Terminologie de la Médecine[6].